# ليليان شوارتز
ليليان شوارتز (بالإنجليزية: Lillian Schwartz)‏ هي مصورة سينمائية وفنانة ومونتيرة ومخرجة أمريكية، ولدت في 13 يوليو 1927 في سينسيناتي في الولايات المتحدة.

## وصلات خارجية
- الموقع الرسمي
- ليليان شوارتز على موقع IMDb (الإنجليزية)
- ليليان شوارتز على موقع قاعدة بيانات الفيلم (الإنجليزية)